# Araneus concinnus
Araneus concinnus este o specie de păianjeni din genul Araneus, familia Araneidae, descrisă de Rainbow, 1900.
Este endemică în New South Wales. Conform Catalogue of Life specia Araneus concinnus nu are subspecii cunoscute.